# ناصر زرآبادی
ناصر زَرآبادی (زادهٔ ۲۹ مرداد ۱۲۹۹ – درگذشتهٔ ۳۰ تیر ۱۳۹۷ ه‍.خ) نوازندهٔ ویلن، آهنگساز و موسیقی‌دان اهل ایران بود.

## زندگی‌نامه
ناصر زَرآبادی ۲۹ مرداد سال ۱۲۹۹ ه‍. ش در کوچه روغنی‌ها در محله سنگلج تهران متولد شد. به واسطه شغل پدرش که افسر قزاقخانه بود و با شنیدن موسیقی نظامی توسط سربازان، به موسیقی علاقه‌مند شد. تحصیلات ابتدایی را تا سال چهارم در مدرسه هدایت گذراند. پدرش از گرایش او به موسیقی آگاه بود با این حال با تحصیل وی در «مدرسه موزیک» مخالف بود. سرانجام با اصرار زیاد در سال ۱۳۰۹ در مدرسه موزیک به تحصیل مشغول شد. نخستین استاد موسیقی او در مدرسه «محمود ایروانی» بود که ناصر زرآبادی ویلن و ترومپت را نزد وی به مدت ۴ سال فراگرفت. از دیگر استادان او می‌توان به حسین هنگ‌آفرین اشاره نمود. وی در سال ۱۳۱۸ با درجه ستوان سومی فارغ‌التحصیل و به عنوان معاون موزیک لشکر دوم ارتش انتخاب شد. در ادامه به جهت فراگیری بیشتر، موسیقی را نزد «موسیو هایک» ادامه داد.
با ابوالحسن صبا در یک میهمانی آشنا شد، وی از او دعوت کرد تا به شاگردانش نُت بیاموزد. این همکاری باعث شد تا ناصر زرآبادی از ابوالحسن صبا، ردیف ویلن ایرانی و همچنین از علیرضا چنگی ردیف‌های کمانچه را بیاموزد. او در سال ۱۳۲۲ همکاری خود را با رادیو آغاز کرد. در رادیو با قمرالملوک وزیری آشنا شد و در ارکستر به همراه ابوالحسن صبا، حبیب سماعی، نصرالله زرین‌پنجه و حسین تهرانیفعالیت‌های خود را ادامه داد. او رهبری ارکستر «شما و رادیو» و سرپرستی ارکستر شماره ۳ را عهده‌دار بود. وی همچنین از سال ۱۳۲۴ به مدت ۳ سال با ارکستر عزت روح‌بخش همکاری کرد. در «انجمن موسیقی ملی» با دلکش آشنا شد و به مدت ۱۵ سال با وی همکار کرد. او با تأسیس آموزشگاه موسیقی در خیابان لاله‌زار تهران، شاگردان بسیاری را تربیت کرد که آن جمله می‌توان به: پرویز یاحقی، مهدی خالدی و «حسن زرگریان» اشاره کرد.
وی کنسرت‌های خیریه متعددی در ایران به اجرا گذاشت و برنامه‌ها و کنسرت‌های موسیقی ایرانی را در کشورهایی نظیر آلمان و هلند برپا کرد. او در یک حرکت ابتکاری در ۷ لیوان با مقدار آب متفاوت، بوسیله چوب می‌نواخت. هر لیوان صدای ۱ نت موسیقی را منعکس می‌کرد که بسیار شبیه به صدای اُرگ بود. وی لیوان‌ها و آرشه‌ای که از ترکه یک درخت ساخته بود و ساز ویلن خود را به موزه موسیقی ایران اهدا کرده‌است.

## آثار هنری
از جمله آثار آهنگسازی ناصر زرآبادی به موارد زیر می‌توان اشاره نمود:
(برخی از آثار و ساخته‌های او به نام دیگران منتشر شده‌است)
- «مهمانت کنم»
- «شمع و گل و پروانه»
- «مرو تا مرو»
- «روی تو زیبا شده»
- «بردی از یادم»
- «نیلوفر»
- «مریم»
- موسیقی فیلم زنده‌باد خاله به کارگردانی پرویز خطیبی نوری، ۱۳۳۱[۷]

## درگذشت
ناصر زرآبادی ۳۰ تیر ۱۳۹۷ در تهران درگذشت. مراسم تشییع پیکر او ۱ مرداد ۱۳۹۷ از مقابل تالار وحدت برگزار و در قطعه ۱۰۹ بهشت زهرای تهران به خاک سپرده شد.